# Ács Mihály (lelkész, 1631–1708)
Ács Mihály, névváltozatok: Aács, Aachs (Győrszentmárton, 1631. július 9. – Nemescsó, 1708. december 23.) evangélikus lelkész, esperes. Ács Mihály evangélikus lelkész, teológus és iskolaigazgató édesapja.

## Élete
Tanulmányait német egyetemeken, Wittenbergben és Tübingenben folytatta. Hazatérte után 1669-től Győrött volt tanító, de 1671-ben az ellenreformáció miatt el kellett hagynia a várost. 1673-tól a farádi, kőszegi, devecseri majd a nemescsói gyülekezetek lelkésze volt. A protestánsüldözések idején bujdosni kényszerült. 1683-ban Thököly Imre seregében tábori lelkész volt. 1706-tól haláláig a kemenesalji evangélikus gyülekezeteket vezette esperesként.

## Munkái
- Fontes Calvinismi obstructi sive principale falsum religionis Calvinisticae Tübingen, 1669.
- Boldog halál szekere, melyet az üdvösséges halált kívánó emberek kedvéért, maga az úr Jézus elkészített. Strasbourg, 1702. (Az előszó szerint e munkát atyja kéziratából fia, Aachs Mihály javította és nyomatta ki.)
- Zengedező mennyei kar, azaz németből magyarra fordíttatott szép isteni dicséreteket és háláadó énekeket, más magyarúl szereztetett kegyes énekekkel együtt magában foglaló könyvecske Lőcse, 1696.
- Arany láncz, avagy oly buzgó fohászkodások és rövid alázatos imádkozások, kikkel a győzhetetlen Isten meggyőző igaz hit, ő felségét magához kapcsolhatja. Lőcse, 1696.